# Peine perdue
Peine perdue (en anglais : Can of Worms) est une bande dessinée autobiographique de la Canadienne Catherine Doherty publiée en 2000 par Fantagraphics Books. La traduction française est parue en 2005 chez Çà et là.
Doherty y raconte ses recherches pour retrouver sa mère biologique après qu'elle a découvert, à l'âge adulte, avoir été adoptée. L'album alterne séquences de bande dessinée muette et reproductions de documents, en une sorte de « carnet intime » cathartique.
Peine perdue a valu à Doherty une nomination au prix Eisner 2001 du talent méritant une plus grande reconnaissance.